# State Center (Iowa)
State Center – miasto w Stanach Zjednoczonych, w stanie Iowa, w hrabstwie Marshall. Zgodnie ze spisem statystycznym z 2000 roku, miasto liczyło 1 349 mieszkańców.